# Sitcom
Sitcom (substantivo masculino no português brasileiro e feminino nas restantes variantes da língua portuguesa), abreviatura da expressão inglesa situation comedy ("comédia de situação", numa tradução livre), é um estrangeirismo usado para designar uma série de televisão com personagens comuns onde existem uma ou mais histórias de humor encenadas em ambientes comuns como família, grupo de amigos, local de trabalho. Em geral são gravados em frente de uma plateia ao vivo e caracterizados pelos "sacos de risadas", embora isso não seja uma regra. A maioria das sitcoms têm uma duração de 30 minutos, incluindo oito minutos para publicidade.
As situation comedy surgiram no Reino Unido, na época de ouro do rádio, mas atualmente ocupam um lugar fundamental na grade de programação da maioria dos canais televisivos.
Até 2006, a sitcom com maior tempo de exibição foi a britânica Last of the Summer Wine, exibida entre 1973 e 2010.

## Formato
As sitcoms podem ser subdivididas em dois formatos técnicos, Single Cam ou Multi Cam (também conhecido como Three Camera). O formato Single Cam tem filmagem similar à produção cinematográfica, enquanto o formato Three Camera é filmado em estúdio em frente a uma platéia ao vivo. O formato Single Camera foi muito popular durante as décadas de 1960 e 1970, com sitcoms como Bewitched, The Monkees e Get Smart. O formato Three Camera foi popularizado pela sitcom I Love Lucy e fez sucesso entre os anos 1980 e 2000, com séries como Friends, Cheers, Frasier, Seinfeld, Kenan & Kel, Full House e Father Ted. No começo da década de 2000, o formato Single Cam retorna com o surgimento de sitcoms como Malcom, The Bernie Mac Show, The Office, Two and a Half Man, Arrested Development e The Big Bang Theory. Também possuem sitcoms animadas, principalmente para o público mais velho, como The Simpsons, Family Guy, South Park, Rick and Morty, Futurama, The Cleveland Show e entre outros. Sitcoms animadas para o público jovem são bastante comuns, como Teen Titans Go!, The Amazing World of Gumball e SpongeBob SquarePants.

## História
A primeira sitcom televisiva é Pinwright's Progress, série de dez episódios transmitidos pela BBC no Reino Unido entre 1946 e 1947. Nos Estados Unidos, o diretor e produtor William Asher foi creditado como sendo o "homem que inventou a sitcom", tendo dirigido mais de duas dezenas das principais, incluindo I Love Lucy a partir da década de 1950 até à década de 1970.